# Франсіско Хіменес де Сиснерос
Франсіско Хіменес де Сиснерос (Francisco Jiménez de Cisneros; 1436 — 8 листопада 1517) — глава іспанської церкви, великий інквізитор, довірений радник Фердинанда Католика.
Син бідного дворянина Алонсо Хіменеса з Сиснероса, здобув освіту в одному з найкращих центрів юридичної думки Європи — в Саламанкському університеті, довгий час жив у Римі. Повернувшись на батьківщину, прийняв сан священника, вступив в чернечий орден францисканців.
Завдяки освіченості і релігійному завзяттю отримав посаду духівника Ізабелли, кафедру толедського архієпископа — примаса іспанської церкви і посаду канцлера Кастильского королівства, а 1507 року — сан кардинала. Був не тільки духівником королеви, але і її політичним радником і соратником.
В 1514—1517 роках була завершена організована ним робота над Комплютенською поліглоттою — текстом Святого Письма давньоєврейською, грецькою і латинською мовами, над якими працювали кращі знавці старожитностей, гуманісти Х. де Вергара, Антоніо де Небріха, П. Коронель, Е. Нуньєс та інші.